# Shejiaping (sockenhuvudort i Kina, Hunan Sheng, lat 28,98, long 111,25)
Shejiaping är en sockenhuvudort i Kina. Den ligger i provinsen Hunan, i den södra delen av landet, omkring 190 kilometer nordväst om provinshuvudstaden Changsha. Antalet invånare är 17 230. Befolkningen består av 8 207 kvinnor och 9 023 män. Barn under 15 år utgör 12,0 %, vuxna 15-64 år 70 %, och äldre över 65 år 16,0 %.
Runt Shejiaping är det ganska tätbefolkat, med 207 invånare per kvadratkilometer. Närmaste större samhälle är Sanyanggang, 9,1 km öster om Shejiaping. I omgivningarna runt Shejiaping växer huvudsakligen savannskog.
Genomsnittlig årsnederbörd är 1 918 millimeter. Den regnigaste månaden är maj, med i genomsnitt 316 mm nederbörd, och den torraste är december, med 44 mm nederbörd.